# Nightingale (програма)
Nightingale — вільний програвач мультимедіа і браузер, заснований на базі програмного коду медіа-програвача Songbird.

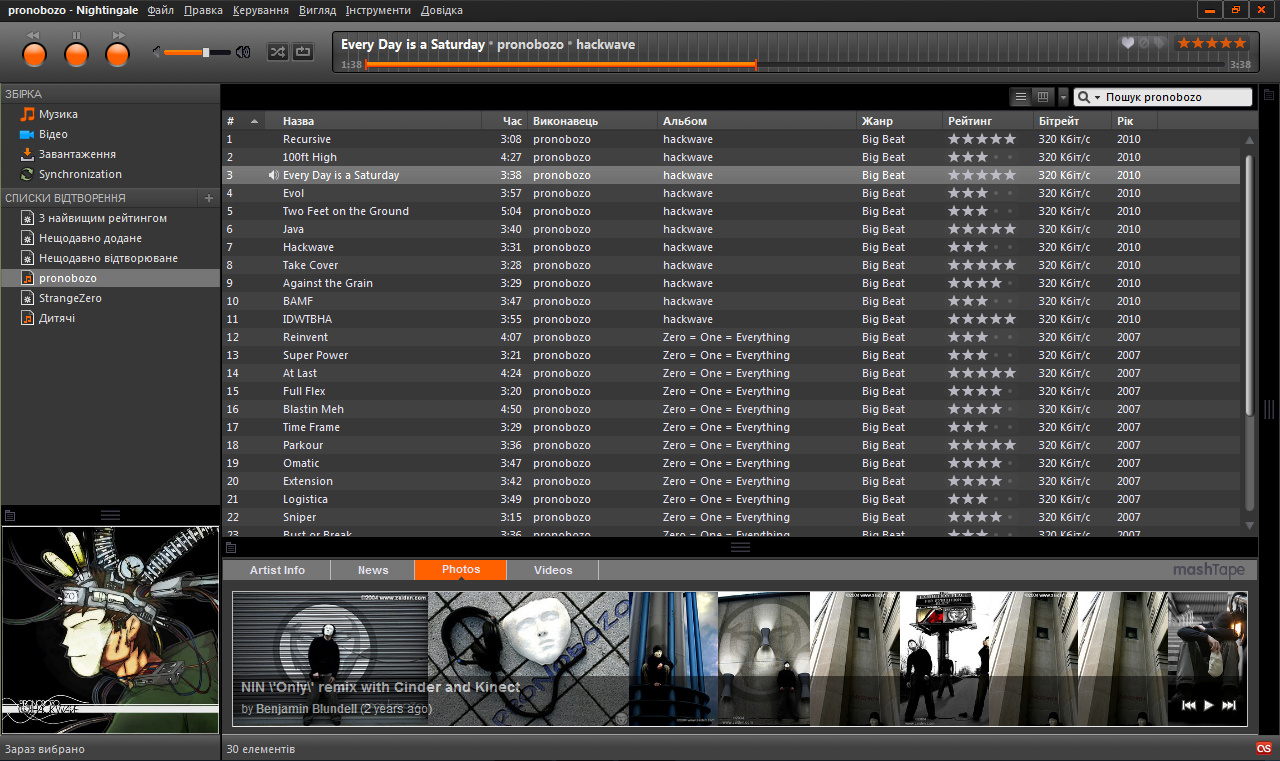
Nightingale 1.12 з альтернативним пір'ям Big Beat на Windows 7

Як і Songbird, Nightingale побудований на базі технологій Mozilla і оптимізований для каталогізації та навігації у великих музичних колекціях.  Інтерфейс плеєра заснований на XUL, є підтримка установки додатків у стилі Firefox.  Завдяки інтеграції рушія веббраузера, Nightingale забезпечує відмінні можливості пошуку музики в мережі та інтеграції з музичними вебсервісами та соціальними мережами. 
На відміну від Songbird, який поширювався за ліцензією GPLv2 з винятками, пов'язаними з поширенням графічних елементів, Nightingale є повністю вільним програмним забезпеченням, що поширюється за ліцензією GPLv2 (без будь-яких винятків) з порціями ліцензій MPL та BSD.

## Основні можливості
- Розширення, сумісні з Songbird (слід внести лише незначні зміни в файл install.rdf у файлі розширення), переважна більшість розширень портовані і доступні на відповідному сайті: http://addons.getnightingale.com/ [Архівовано 5 липня 2013 у Wayback Machine.]
- Підтримка кількох платформ: Windows XP, Vista, 7 та Mac OS X v10.5 (x86, x86-64).
- Відтворення форматів MP3, AAC, Ogg Vorbis, FLAC, Apple Lossless та WMA
- Можливість відтворювати FairPlay-аудіо Apple на платформах Windows та Mac через підтримку QuickTime (потрібна авторизація в iTunes)
- Відтворення Windows Media DRM на платформі Windows
- Медіа-файли, розташовані на вебсторінках, в інтегрованому оглядачі відображаються, як доступні для відтворення в Nightingale
- Завантажувач MP3
- Можливість підписуватися на MP3-блоги у вигляді списків відтворення
- Сканування комп'ютера на предмет мультимедійних файлів (переважно, музичних) і створення повного опису музичної колекції з детальною інформацією про доріжки
- Графічний інтерфейс, схожий на iTunes, режим міні-плеєра
- Підтримка тем (жупанів), так званих пір'їв (feathers), сумісних з Songbird
- Підтримка української мови інтерфейсу
- Підтримка клавіатурних скорочень
- Інтеграція з Last.fm через ряд розширень, підтримка кнопок "Подобається / Не подобається"; крім вбудованої підтримки, є окреме розширення, що підтримує стандартний скробблер Last.fm
- Інтеграція з Insound.com та HypeMachine
- Підтримка пристроїв, сумісних з Microsoft MTP
- Можливість редагування тегів ID3
- Стеження за теками на предмет змін у музичній колекції
- Імпорт/експорт медіа (з і до iTunes)
- Автоматичне формування і організація бібліотеки медіа-файлів (переважно, музичних)

## Дивись також
- Songbird